# Pillerhöhe
Die Pillerhöhe (auch Piller Sattel oder Pillersattel) ist ein 1559 m ü. A. hoher Tiroler Alpenpass, der das Oberinntal mit dem Pitztal verbindet. Benannt ist er nach dem Ort Piller bzw. dem Pillertal, das von Nordosten her ansteigt und dessen Talschluss die Pillerhöhe bildet. Auf die Pillerhöhe führen drei schmale, asphaltierte Straßen: Von Fließ (westlich) im Oberinntal bzw. von Wenns (nordöstlich) im Pitztal verläuft die Piller Straße L 17; von Kaunerberg (südlich) im vorderen Kaunertal führt die Gacher-Blick-Straße L 63 zur Passhöhe.

## Geschichte
Das Tal der heutigen Pillerhöhe bildete vor mehr als 100.000 Jahren die Fortsetzung des Oberinntals. Der Piller Sattel bildete trotz des steilen Anstiegs vom Oberinntal her eine viel benutzte Abkürzung vom Engadin über das vordere Pitztal nach Imst.
Von 1992 bis 1996 wurde bei Grabungen im Auftrag der Universität Innsbruck auf der Pillerhöhe eine hallstattzeitliche Kultanlage gefunden und untersucht. Das Zentrum bildet ein 2,30 × 3,00 m großer Steinaltar, der für Brandopfer verwendet worden war. Seine Umgebung ist mit Steinplatten gepflastert, und dort besteht auch eine zwei Meter hohe Deponie von verbrannten Knochensplittern.
Beginnend im 15. Jahrhundert v. Chr. – in der Mittleren Bronzezeit – bis zum Ende der Hallstattzeit wurden hier Pflanzen und Tiere geopfert; danach gab es statt der Brandopfer nur mehr Sachopfer (Schmuck, landwirtschaftliche Geräte, Waffen und Miniaturschilde aus Bronzeblech) und ab ungefähr 100 v. Chr. Münzopfer (rund 900 Stück). Nach dem Stil kann man inneralpine, venetische und keltische Opfergaben unterscheiden. Zu den keltischen zählen Fibeln, Schwertbruchstücke und Reste eines Eisenhelmes. In ungefähr zwei Kilometern Entfernung wurde 2001 ein Depot mit Bruchstücken verschiedener Bronzegegenstände entdeckt, das zum Ende der Mittleren Bronzezeit datiert wurde.

## Lage und Umgebung
Der „Gache Blick“ nahe der Passhöhe bietet einen weiten Ausblick auf das obere Inntal. Das Gebiet ist reich an kleinen Hochmooren; durch das als Naturdenkmal geschützte Pillermoor führt ein Moorlehrpfad. Südöstlich liegen die Gipfel von Hahnenegger (1685 m) und Kalkofenegg (1721 m), weiter nördlich die Goglesalpe (2017 m) mit der Glanderspitze (2512 m).
Das namensgebende Piller, ein Ortsteil von Fließ, befindet sich etwa 2,5 km nordöstlich der Passhöhe in ca. 1350 m Seehöhe. Dort befindet sich auch das sog. Fuchsmoos, eine Alm- und Wiesenlandschaft mit einem Teich und einem Hochmoor, wo 1986–2007 jährlich Bildhauersymposien veranstaltet wurden und eine Dauerausstellung der dort geschaffenen Werke im Skulpturenfeld Fuchsmoos bis heute zu sehen ist.